# Saint-Vincent-de-Durfort
Saint-Vincent-de-Durfort è un comune francese di 236 abitanti situato nel dipartimento dell'Ardèche della regione dell'Alvernia-Rodano-Alpi.

## Società

### Evoluzione demografica
Abitanti censiti